# Blic
Blic (ausgesprochen und Bedeutung wie das deutsche Wort „Blitz“) ist eine in lateinischer Schrift erscheinende Tageszeitung in Serbien.
Gegründet wurde die Zeitung 1996 von einer Gruppe österreichischer Geschäftsleute. Die Erstausgabe erschien am 16. September 1996.
2004 wurde die Zeitung an das Schweizer Medienunternehmen Ringier verkauft.
Während der politischen Proteste 1996 und 1997 berichtete die Zeitung von diesen, was ihr Ärger mit dem Regime von Slobodan Milošević brachte. Daraufhin verpflichtete sich die Redaktion, sich mit der Berichterstattung zurückzuhalten, wogegen einige Journalisten der Zeitung und auch die politische Opposition protestierten. Das führte zur Gründung einer neuen Zeitung. Diese hieß für die ersten fünf Ausgaben Novi Blic und wurde dann in Glas Javnosti umbenannt.
In den folgenden Jahren bis heute wandelte sich das einst ernsthafte Blatt dem Boulevardjournalismus zu.
Heute gibt es neben der Tageszeitung noch weitere Formate wie Blic Žena, Blic Puls und Euro Blic.
Blic stand viele Jahre der Demokratischen Partei (DS) nahe. Heute ist sie ein regierungstreues Blatt für die Serbische Fortschrittspartei von Aleksandar Vučić.